# Peso da Régua
Peso da Régua [ˈpezu ðɐ ˈʁɛɣwɐ] (auch Pêso da Régua, alltagssprachlich meist nur Régua) ist eine Stadt und ein Kreis im Distrikt Vila Real in Portugal mit 14.540 Einwohnern. Peso da Régua liegt am Ufer des Douro, rund 100 km östlich von seiner Mündung in Porto, in Alto Douro, der ersten geschützten Weinbauregion der Welt, und ist das Zentrum der Portweinproduktion.

## Geschichte
Die archäologischen Ausgrabungen der Estação Arqueológica da Fonte do Milho belegen eine befestigte römische Siedlung hier. Das heutige Kreisgebiet wurde im Zuge der Eroberung durch Germanenstämme ab dem 5. Jahrhundert n. Chr. neu besiedelt. Es erlangte zunehmend Bedeutung als Handelsplatz durch seinen kleinen Verladehafen am Douro, insbesondere für den Wein der Region. König Sancho I. gab dem Ort Godim im 12. Jahrhundert Stadtrechte, zu dessen Gemeindegebiet auch der kleine Ort Peso gehörte.
Nachdem der merkantilistische Ministerpräsident Sebastião José de Carvalho e Melo im Jahr 1756 hier das erste geschützte Weinbaugebiet der Welt schuf, nahm der heutige Kreis Aufschwung. 1836 wurde der Kreis Peso da Régua durch Abspaltung bestehender Kreise neu gegründet und sein Hauptort 1837 zur Vila (Kleinstadt) erhoben.
Mit Ankunft der Eisenbahnlinie Linha do Douro im Jahr 1878 beschleunigte sich das Wachstum des Ortes beträchtlich. 1985 wurde Peso da Régua zur Cidade (Stadt) erhoben.
Über eine Anschlussstelle der A 24 ist Peso da Régua an das nationale Autobahnnetz angeschlossen.

## Kultur und Sehenswürdigkeiten

### Baudenkmäler
Unter Denkmalschutz stehen eine Reihe Kapellen und andere Sakralbauten, Brücken, Bürgerhäuser und verschiedene ehemalige öffentliche Gebäude. Der Bahnhof des Ortes gehört ebenfalls dazu, wie auch der historische Ortskern als Ganzes. In der denkmalgeschützten Stadtvilla Palacete dos Barretos ist heute die Stadtbibliothek ansässig, die Biblioteca Municipal de Pêso da Régua.

### Ausstellungen und Museen
Das Museu do Douro ist das Museum der ersten geschützten Weinbauregion der Welt und funktioniert dazu als Dokumentationszentrum, mit regionalen pädagogischen Angeboten.

### Verschiedenes
- Rota do Vinho do Porto (dt.: Portwein-Route)[8]
- Estação do caminho de ferro – comboio histórico – mit dem Dampfzug durch das Dourotal, von Regua nach Tua und zurück – wie vor 100 Jahren
- verschiedene Rundwege in der Stadt (port.: percurso urbano) und dem Umland (percurso rural) sind angelegt

## Verwaltung

### Kreis
Peso da Régua ist Sitz eines gleichnamigen Kreises. Die Nachbarkreise sind (im Uhrzeigersinn im Norden beginnend):
Santa Marta de Penaguião, Vila Real, Sabrosa, Armamar, Lamego, Mesão Frio sowie Baião.
Im Zuge der Gebietsreform vom 29. September 2013 wurde die Anzahl der Gemeinden (freguesias) im Kreis Peso da Régua von 12 auf 8 reduziert:

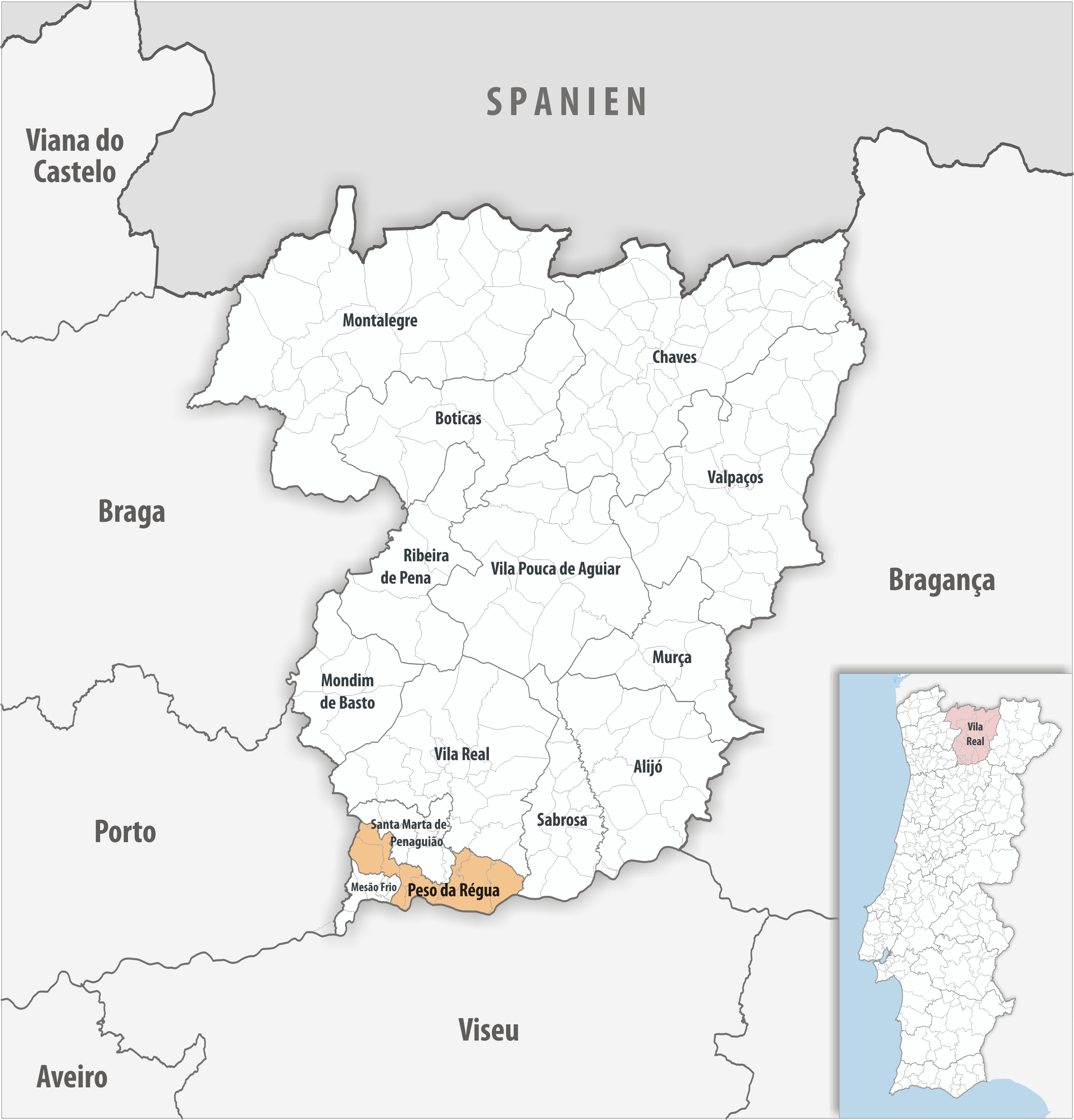
Kreis Peso da Régua

| Gemeinde              | Einwohner (2021) | Fläche km² | Dichte Einw./km² | LAU- Code |
| --------------------- | ---------------- | ---------- | ---------------- | --------- |
| Fontelas              | 630              | 3,23       | 195              | 170802    |
| Galafura e Covelinhas | 705              | 15,85      | 44               | 170813    |
| Loureiro              | 892              | 4,86       | 184              | 170805    |
| Moura Morta e Vinhós  | 750              | 12,80      | 59               | 170814    |
| Peso da Régua e Godim | 8.905            | 10,13      | 879              | 170815    |
| Poiares e Canelas     | 1.192            | 27,46      | 43               | 170816    |
| Sedielos              | 729              | 12,63      | 58               | 170809    |
| Vilarinho dos Freires | 737              | 7,90       | 93               | 170810    |
| Kreis Peso da Régua   | 14.540           | 94,86      | 153              | 1708      |

### Bevölkerungsentwicklung
| Einwohnerzahl im Kreis Peso da Régua (1849–2011) | Einwohnerzahl im Kreis Peso da Régua (1849–2011) | Einwohnerzahl im Kreis Peso da Régua (1849–2011) | Einwohnerzahl im Kreis Peso da Régua (1849–2011) | Einwohnerzahl im Kreis Peso da Régua (1849–2011) | Einwohnerzahl im Kreis Peso da Régua (1849–2011) | Einwohnerzahl im Kreis Peso da Régua (1849–2011) | Einwohnerzahl im Kreis Peso da Régua (1849–2011) | Einwohnerzahl im Kreis Peso da Régua (1849–2011) |
| ------------------------------------------------ | ------------------------------------------------ | ------------------------------------------------ | ------------------------------------------------ | ------------------------------------------------ | ------------------------------------------------ | ------------------------------------------------ | ------------------------------------------------ | ------------------------------------------------ |
| 1849                                             | 1900                                             | 1930                                             | 1960                                             | 1981                                             | 1991                                             | 2001                                             | 2011                                             |                                                  |
| 9 202                                            | 18 401                                           | 20 612                                           | 22 634                                           | 22 472                                           | 21 567                                           | 18 832                                           | 17 131                                           |                                                  |

### Städtepartnerschaften
- Marmande (Frankreich)
- Tain-l’Hermitage (Frankreich)[9]

## Söhne und Töchter der Stadt

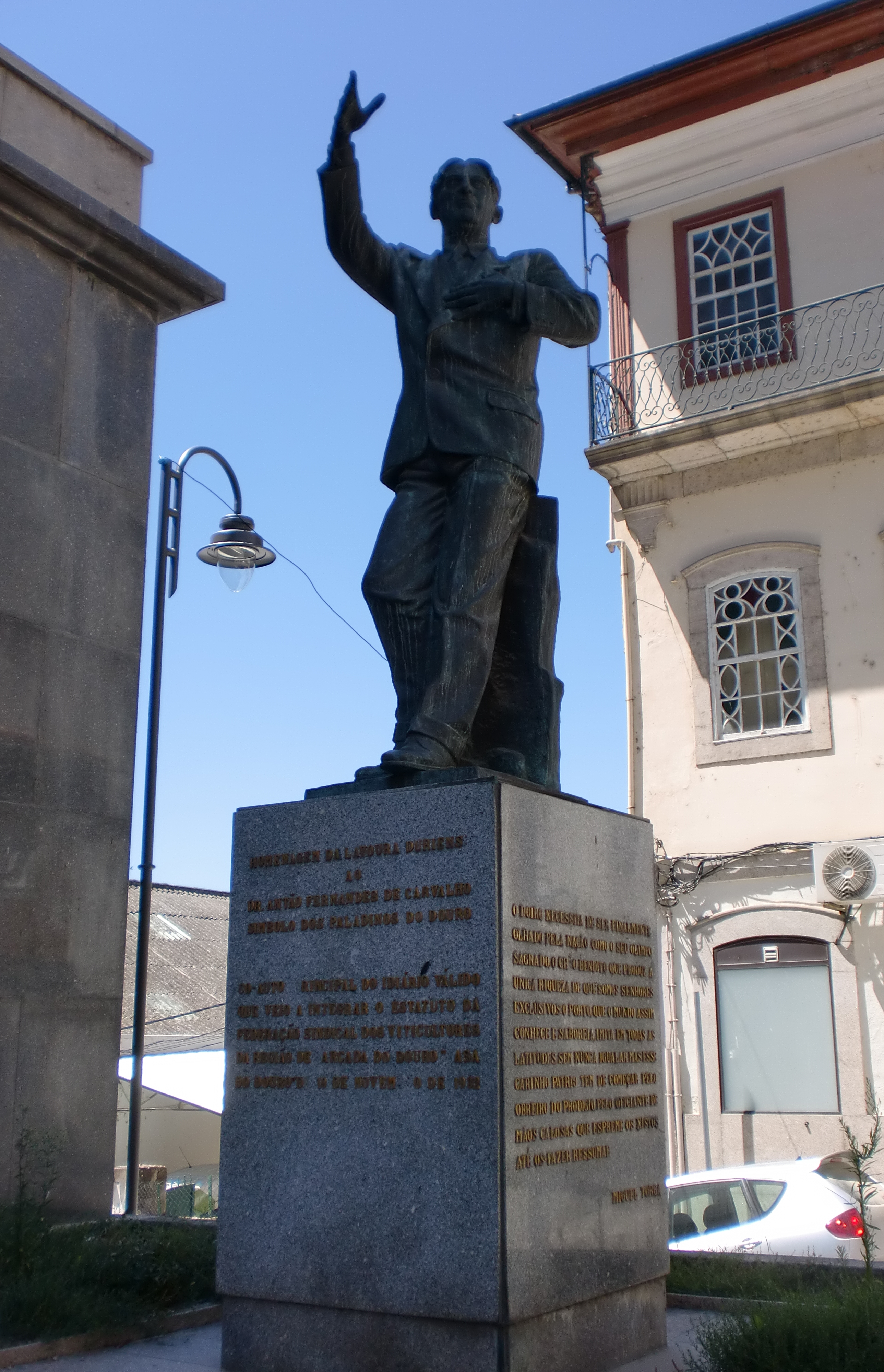
Denkmal des Antão Fernandes de Carvalho in Peso da Régua

- Francisco da Silveira Pinto da Fonseca Teixeira (1763–1821), General im Krieg gegen die Napoleonischen Invasionen
- António da Silveira Pinto da Fonseca (1770–1858), Offizier, Absolutist im Miguelistenkrieg
- Antónia Ferreira (1811–1896), Unternehmerin
- João de Lemos (1819–1890), Journalist, Lyriker und Bühnenautor
- António Bernardo Ferreira (1835–1907), Unternehmer und Politiker
- Maximiano Lemos (1860–1923), Arzt, Medizinforscher und Hochschullehrer
- Manuel Vieira de Matos (1861–1932), Erzbischof von Braga, Gründer der portugiesischen katholischen Pfadfinder
- Antão Fernandes de Carvalho (1871–1948), Politiker, republikanischer Agrarminister
- Tito Augusto de Morais (1880–1963), republikanischer Politiker, Admiral und Kolonialverwalter
- Virgílio Correia (1888–1944), Hochschullehrer, Kunsthistoriker, Archäologe und Journalist
- João de Araújo Correia (1899–1985), Arzt und Schriftsteller
- António Guedes de Amorim (1901–1971), Journalist und Schriftsteller
- Marcos Miranda Guedes (1924–2001), Architekt in Portugiesisch-Ostafrika/Mosambik
- Jaime Silva (* 1947), Maler
- Duarte Lima (* 1955), Rechtsanwalt und Politiker
- Nuno Cardoso (* 1961), Politiker